# Малая Ультракова
Малая Ультракова — деревня в Аргаяшском районе Челябинской области России. Входит в состав Аязгуловского сельского поселения.
Деревня основана в середине 19 века как выселок из деревни Большая Ультракова (ультрак в переводе с яз. пушту — «оседлый»; заимствовано башкирами из североиранского языка, часто употреблялось как мужское имя).

## География
Расположена в центральной части района, в верховьях реки Большая Уясса (приток реки Уяссы), до районного центра село Аргаяш 19 км, до центра сел. поселения село Аязгулова — 25 км.

## Население
| 2002 | 2010 |
| ---- | ---- |
| 265  | ↘225 |

(в 1900—132, в 1916—163, в 1947—172, в 1970—327, в 1983—284, в 1995—260)

## Улицы
- Улица Бутюкова
- Улица им Талипа Кулуева
- Лесная улица
- Центральная улица
- Школьная улица